# Fernán Pérez de Ayala (m. 1436)
Fernán Pérez de Ayala (m. 1436). Noble castellano, fue hijo de Pero López de Ayala, canciller mayor de Castilla, y de Leonor de Guzmán.
Fue señor de Ayala y de Salvatierra, embajador en el reino de Francia, merino mayor de Guipúzcoa, alférez mayor del pendón de la Orden de la Banda, y corregidor de Guipúzcoa.

## Biografía
Se desconoce su fecha de nacimiento. En 1395 Fernán Pérez de Ayala fue nombrado por el rey Enrique III de Castilla, mediante un albalá, merino mayor de Asturias y adelantado mayor de Murcia.
Algunos autores señalan que cuando su padre, que nació en Vitoria en 1332, cumplió setenta años, dejó en sus manos los cargos de alférez mayor del pendón de la Orden de la Banda y el de merino mayor de Guipúzcoa en el año 1402, pero hay constancia de que en 1394 ya era merino mayor de Guipúzcoa y corregidor en ese territorio, como señaló José Luis Orella Unzué.
Aunque Fernán Pérez de Ayala era merino mayor de Guipúzcoa en 1396, en ese mismo año actuaba como veedor y corregidor en ese territorio Gonzalo Moro, que según algunos autores también llegó a ser merino mayor, aunque otros afirman que no hay pruebas de ello. En 1398 y 1399 Fernán Pérez fue el merino mayor y el corregidor de Guipúzcoa, y hay constancia de que en 1398 García Martínez de Alduray actuaba como teniente de corregidor en nombre suyo. En un documento de 1399 el señor de Ayala aparece como merino mayor y corregidor y Gonzalo Moro como veedor y corregidor mayor, aunque en un privilegio emitido en Segovia por Enrique III de Castilla el 2 de agosto de 1401 Fernán Pérez de Ayala era mencionado únicamente con el título de merino mayor de Guipúzcoa.
Contrajo matrimonio con María Sarmiento, que fue señora de Salinillas y era hija del mariscal de Castilla Diego Gómez Sarmiento y de Leonor Enríquez de Castilla y bisnieta del rey Alfonso XI de Castilla.
Fernán Pérez de Ayala otorgó testamento junto con su esposa, María Sarmiento, el 12 de mayo de 1436, y falleció en ese mismo año.

## Sepultura
Fue sepultado junto con su esposa, María Sarmiento, en el convento de San Juan de Quejana, donde aún se conservan sus sepulcros en la actualidad.

## Matrimonio y descendencia
Fernán Pérez de Ayala contrajo matrimonio con María Sarmiento, II señora de Salinillas, Berberana y Mansilla, hija de Diego Gómez Sarmiento, y de Leonor Enríquez de Castilla, con la que tuvo cuatro hijos aunque solo menciona a los tres primeros en su testamento: 
- Pedro López de Ayala. Contrajo matrimonio con María de Velasco, hija de Diego de Velasco y de Constanza de Guevara,[15][2] aunque no tuvieron descendencia.[15][16]

- María de Ayala y Sarmiento, a quien Luis de Salazar y Castro llama Elvira,[4][17] fue señora de Ayala y Salvatierra.[18] Contrajo matrimonio con el mariscal de Castilla Pedro García de Herrera, señor de Ampudia[4] e hijo del mariscal Fernán García de Herrera y de Inés de Rojas,[17][c] y del matrimonio de ambos nacieron trece hijos.[20] Su esposo falleció en 1455[19] y ambos fueron sepultados en la colegiata de San Miguel de Ampudia,[21] donde se conserva su sepulcro restaurado.[22]

- Constanza de Ayala fue señora de Ameyugo, Tuyo, Valluércanes, Hornillos y Villa de Salinillas, y contrajo matrimonio con el ricohombre Pedro Vélez de Guevara, señor de Oñate, Guevara y del Valle de Léniz,[23] con quien tuvo descendencia.[18] Su esposo era hijo del ricohombre Pedro Vélez de Guevara, señor de Oñate, Guevara y Leniz, y de Isabel Téllez de Castilla, hija del conde Tello de Castilla y nieta del rey Alfonso XI.[24][2]

- Teresa Díaz de Ayala y Sarmiento conforme Esteban de Garibay, que contrajo matrimonio con Sancho López de Galarza, señor de Galarza, con quien tuvo a Martín y a Catalina Galarza Ayala.[25]